# Detlef Garbe
Detlef Garbe (Gottinga, 10 agosto 1956) è uno storico tedesco, docente di storia contemporanea all'università di Amburgo.
Uno dei massimi esperti dell'olocausto, dal 1989 al 2019 è stato direttore del Memoriale del Campo di concentramento di Neuengamme e da gennaio 2020 a luglio 2022 presidente del "Foundation of Hamburg Memorials and Learning Centres.

## Biografia
Dopo aver studiato storia nei rami secondari di teologia evangelica e pedagogia, Garbe consegue il dottorato presso l'Università di Amburgo nel 1989, con uno studio dettagliato, sulla storia dei Testimoni di Geova nel Terzo Reich E stato uno dei fondatori, nel 1982, di un gruppo di lavoro che riguarda le vittime dimenticate del regime nazista. Ha lavorato presso il Museo di storia d'Amburgo (Museum für Hamburgische Geschichte) a progetti espositivi riguardanti la storia contemporanea.
Garbe ha numerosi articoli scientifici su temi che riguardano l'universo concentrazionario nazista, storia dei campi di concentramento, Giurisdizione della Wehrmacht e gruppi emarginati delle vittime dell'olocausto, in particolare modo la storia dei testimoni di Geova sotto il regime nazista. Dal 1994 è redattore della rivista storica: "Contributi storici sulla persecuzione nazista nella Germania settentrionale". Appartiene a numerosi comitati consultivi tecnici tra cui il Comitato consultivo Gremium, gruppo di esperti per il sostegno dei Memoriali promosso dal commissario federale per la Cultura e i Media e dell'Advisory Board della Fondazione Memoriale per gli ebrei assassinati d'Europa

## La ricerca storica sull'olocausto
La ricerca storica sull'olocausto, ha portato il Dott. Garbe ad interessarsi anche delle minoranze (fra cui quelle religiose) implicate nella persecuzione e nello sterminio perpetuato dal nazionalsocialismo. Molti suoi colleghi, fra cui il sociologo della religione Richard Singelenberg, John. S. Conway accademico e storico, James A. Beckford sociologo ed accademico, commentando un suo studio sulla minoranza dei testimoni di Geova, hanno rilevato che la sua ricerca «[...] Può essere considerata la prima storiografia completa», una «ricerca lodevole e minuziosa», e che ha portato i suoi «[...]studi storici a nuovi livelli di raffinatezza e ricercatezza», «una descrizione scientifica convincente che sostituisce tutti i precedenti studi».

## Direttore del KZ-Gedenkstätte Neuengamme

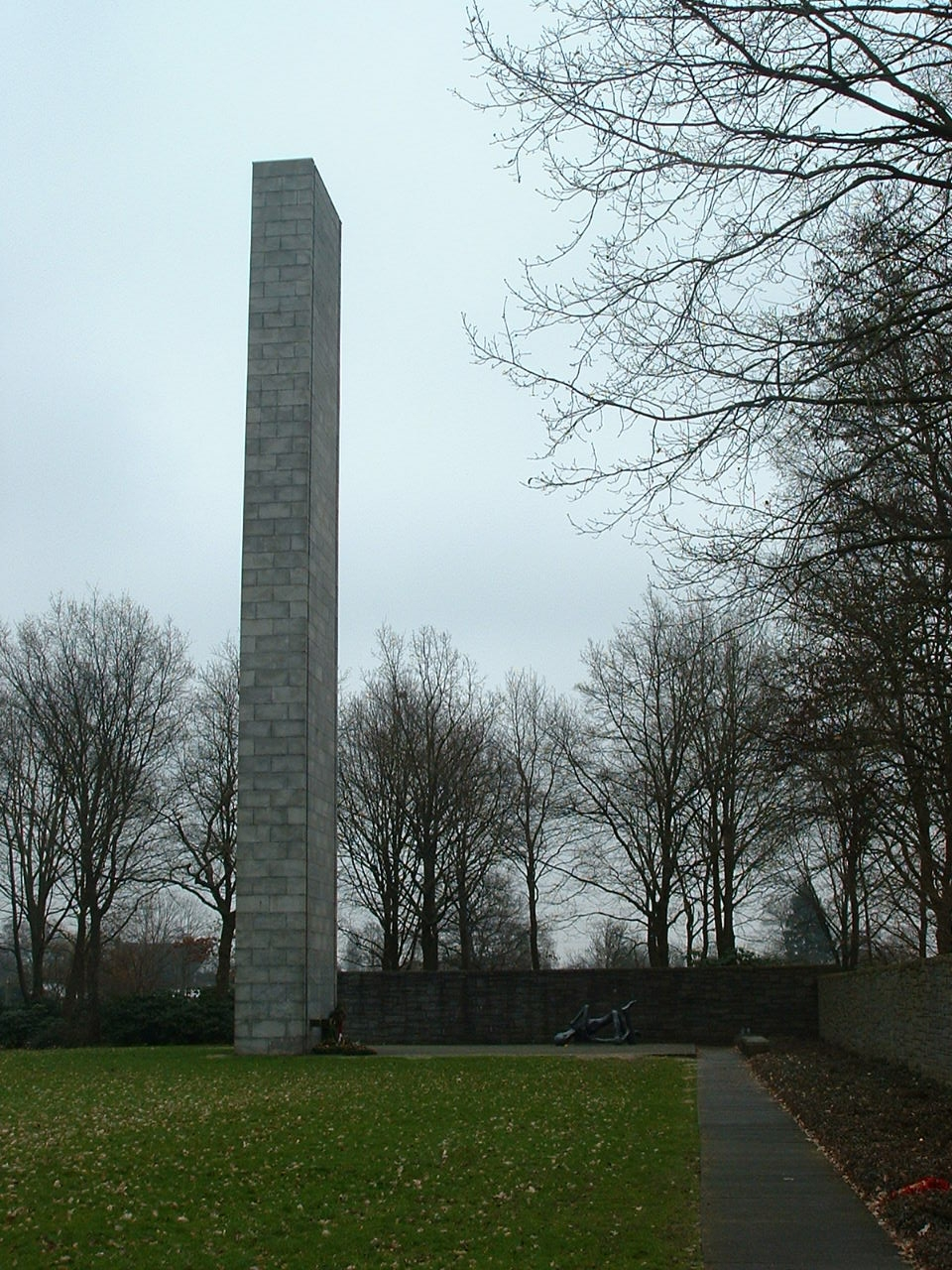
Memoriale di Neuengamme

## Opere
- (DE)   Detlef Garbe, Kriegsendverbrechen zwischen Untergangschaos und Vernichtungsprogramm, Berlino, Metropol Verlag, 2016, ISBN 978-38-6331-282-4.
- (DE)   Detlef Garve, Neuengamme im System der Konzentrationslager: Studien zur Ereignis- und Rezeptionsgeschichte, Berlino, Metropol Verlag, 2015, ISBN 978-38-6331-220-6.
- (DE)   Detlef Garbe, Die Zeugen Jehovas: Geschichte, Glaube, Organisation, Monaco, Beck C. H., 2008, ISBN 978-34-0644-772-3.
- (EN)   Detlef Garbe, Between Resistance and Martyrdom: Jehovah's Witnesses in the Third Reich, Madison, Università del Wisconsin, 2008, ISBN 978-02-9920-794-6.
- (DE)   Detlef Garbe, Zwischen Widerstand Und Martyrium: Die Zeugen Jehovas Im Dritten Reich, Berlino, De Gruyter Oldenbourg, 1998, ISBN 978-34-8656-404-4.